# Jan Schur
Jan Schur (Lipsia, 27 novembre 1962) è un ex ciclista su strada tedesco, campione olimpico della cronometro a squadre a Seul 1988 e professionista dal 1990 al 1994.
È figlio del ciclista Gustav-Adolf Schur.

## Palmarès
- 1982

7ª tappa Tour de Pologne (Jastrzębia Góra > Jastrzębia Góra, cronometro)
- 1986

4ª tappa Circuit Franco-Belge (Lys-lès-Lannoy > Roubaix)
- 1987

6ª tappa, 2ª semitappa Giro di Svezia
1ª tappa Tour of Hellas
- 1988

1ª tappa Tour du Vaucluse
4ª tappa Grand Prix Tell
- 1987

7ª tappa Tour of Hellas (Aidipsos > Calcide)
9ª tappa DDR Rundfahrt (Schwarzenberg > Schwarzenberg)

### Altri successi
- 1988

Giochi olimpici, Cronometro a squadre (con Uwe Ampler, Mario Kummer e Maik Landsmann)
- 1989

Campionati del mondo, Cronometro a squadre (con Falk Boden, Mario Kummer e Maik Landsmann)

## Piazzamenti

### Olimpiadi
- 1 medaglia con la Germania Est:
  - 1 oro (Seul 1988 nella corsa a cronometro a squadre)